# Leander Paes
Leander Paes (Calcuta, 17 de junio de 1973) es un extenista, nacido en la India y retirado desde 2021. Con 8 títulos de dobles y 10 en mixtos en Gran Slams. Se ha destacado especialmente en la modalidad de dobles, especialidad en la cual llegó a ocupar el primer puesto del ranking mundial.

## Biografía
Hijo de dos deportistas consumados. Su padre, Vece Paes, formó parte del equipo masculino de hockey que ganó la medalla de bronce en los Juegos Olímpicos de Múnich 1972, mientras que su madre, Jennifer Paes, lideró el equipo indio que ganó el Campeonato Asiático de Baloncesto en 1980.
Declarado culpable de cometer varios actos de violencia doméstica en 2014 contra su expareja, Rhea Pillai, según el tribunal de primera instancia metropolitano de Mumbai.
Paes comenzó a jugar al tenis a los cinco años y en 1985 se unió a una academia de tenis en Madrás (ahora Chennai). Ganó el título júnior de Wimbledon en 1990 y fue clasificado brevemente como el jugador júnior número uno del mundo. Posteriormente, se unió al equipo indio de la Copa Davis en 1990 y se convirtió en profesional en 1991. En 1996, ganó la medalla de bronce en tenis individual masculino en los Juegos Olímpicos de Atlanta, se convirtiéndose en el primer atleta indio desde 1952 en ganar una medalla olímpica individual. Paes y Bhupathi avanzaron a las finales de dobles de los cuatro torneos de Grand Slam en 1999, ganando el Abierto de Francia y Wimbledon, pero perdiendo en los Abiertos de Australia y Estados Unidos. Ese año, la pareja ascendió al número uno del ranking de dobles de la ATP.
Paes continuó su éxito de dobles, ganando cinco títulos de Grand Slam adicionales con una serie de socios checos: el Abierto de EE. UU. de 2006 (con Martin Damm), el Abierto de Australia de 2012 y el US Open de 2013 (ambos con Radek Štěpánek). Al ganar el título australiano, Paes capturó el prestigioso Grand Slam de su carrera. También obtuvo un Grand Slam en su carrera en dobles mixtos, ganando en Wimbledon (1999, 2003, 2010, 2015), el Abierto de Australia (2003, 2010, 2015), el Abierto de Francia (2016) y el Abierto de Estados Unidos (2008, 2015). ) teniendo como compañeras a Lisa Raymond (1999), Martina Navrátilová (2003), Cara Black (2008-2010) y Martina Hingis (2015-16).

## Premios y reconocimientos
En 2001, Paes y Bhupathi recibieron el Padma Shri, uno de los honores civiles más importantes de la India.

## Torneos de Grand Slam

### Campeón Dobles (8)
| Año  | Torneo               | Pareja          | Oponentes en la final         | Resultado                 |
| 1999 | Roland Garros        | Mahesh Bhupathi | Goran Ivanišević Jeff Tarango | 6-2, 7-5                  |
| 1999 | Wimbledon            | Mahesh Bhupathi | Paul Haarhuis Jared Palmer    | 6-7(10), 6-3, 6-4, 7-6(4) |
| 2001 | Roland Garros        | Mahesh Bhupathi | Petr Pála Pavel Vízner        | 7-6(5), 6-3               |
| 2006 | Abierto de EE. UU.   | Martin Damm     | Jonas Björkman Max Mirnyi     | 6-7(5), 6-4, 6-3          |
| 2009 | Roland Garros        | Lukas Dlouhy    | Wesley Moodie Dick Norman     | 3-6, 6-3, 6-2             |
| 2009 | Abierto de EE. UU.   | Lukas Dlouhy    | Mahesh Bhupathi Mark Knowles  | 3-6, 6-3, 6-2             |
| 2012 | Abierto de Australia | Radek Štěpánek  | Bob Bryan Mike Bryan          | 7-6(1), 6-2               |
| 2013 | Abierto de EE. UU.   | Radek Štěpánek  | Alexander Peya Bruno Soares   | 6-1, 6-3                  |

### Finalista en Dobles (8)
| Año  | Torneo               | Pareja          | Oponentes en la final         | Resultado       |
| 1999 | Abierto de Australia | Mahesh Bhupathi | Jonas Björkman Patrick Rafter | 2-6, 2-6, 1-6   |
| 1999 | Abierto de EE. UU.   | Mahesh Bhupathi | Sébastien Lareau Alex O'Brien | 6-7, 4-6        |
| 2004 | US Open              | David Rikl      | Mark Knowles Daniel Nestor    | 3-6, 3-6        |
| 2006 | Abierto de Australia | Martin Damm     | Bob Bryan Mike Bryan          | 6-4, 3-6, 4-6   |
| 2008 | Abierto de EE. UU.   | Lukáš Dlouhý    | Bob Bryan Mike Bryan          | 6-7(5), 6-7(10) |
| 2010 | Roland Garros        | Lukas Dlouhy    | Daniel Nestor Nenad Zimonjic  | 5-7, 2-6        |
| 2011 | Abierto de Australia | Mahesh Bhupathi | Bob Bryan Mike Bryan          | 3-6, 4-6        |
| 2012 | Abierto de EE. UU.   | Radek Štěpánek  | Bob Bryan Mike Bryan          | 3-6, 4-6        |

### Campeón Dobles Mixto (10)
| Año  | Torneo               | Pareja              | Oponentes en la final                 | Resultado        |
| 1999 | Wimbledon            | Lisa Raymond        | Anna Kournikova Jonas Björkman        | 6-4, 3-6, 6-3    |
| 2003 | Abierto de Australia | Martina Navratilova | Eleni Daniilidou Todd Woodbridge      | 6-4, 7-5         |
| 2003 | Wimbledon            | Martina Navratilova | Anastasia Rodionova Andy Ram          | 6-3, 6-3         |
| 2008 | Abierto de EE. UU.   | Cara Black          | Liezel Huber Jamie Murray             | 7-6(6), 6-4      |
| 2010 | Abierto de Australia | Cara Black          | Yekaterina Makarova Jaroslav Levinsky | 7-5, 6-3         |
| 2010 | Wimbledon            | Cara Black          | Lisa Raymond Wesley Moodie            | 6-4, 7-6(5)      |
| 2015 | Abierto de Australia | Martina Hingis      | Kristina Mladenovic Daniel Nestor     | 6-4, 6-3         |
| 2015 | Wimbledon            | Martina Hingis      | Tímea Babos Alexander Peya            | 6-1, 6-1         |
| 2015 | Abierto de EE. UU.   | Martina Hingis      | Bethanie Mattek-Sands Sam Querrey     | 6-4, 3-6, [10-7] |
| 2016 | Roland Garros        | Martina Hingis      | Sania Mirza Ivan Dodig                | 4-6, 6-4, [10-8] |

## Títulos ATP (56; 1+55)

### Individuales (1)
| Leyenda                   |
| Grand Slam (0)            |
| ATP World Tour Finals (0) |
| ATP Masters 1000 (0)      |
| ATP Tour (1)              |

| N.º | Fecha              | Torneo  | Superficie | Oponente en la final | Resultado |
| --- | ------------------ | ------- | ---------- | -------------------- | --------- |
| 1.  | 6 de julio de 1998 | Newport | Hierba     | Neville Godwin       | 6-3, 6-2  |

### Dobles (55)
| Leyenda                          |
| Grand Slam (8)                   |
| ATP World Tour Finals (0)        |
| ATP Masters 1000 World Tour (13) |
| ATP World Tour 500 series (6)    |
| ATP World Tour 250 series (28)   |

| N.º | Fecha                    | Torneo               | Superficie    | Pareja           | Oponentes en la final                | Resultado              |
| --- | ------------------------ | -------------------- | ------------- | ---------------- | ------------------------------------ | ---------------------- |
| 1.  | 7 de abril de 1997       | Chennai              | Dura          | Mahesh Bhupathi  | Oleg Ogorodov Eyal Ran               | 7-6 7-5                |
| 2.  | 28 de abril de 1997      | Praga                | Tierra batida | Mahesh Bhupathi  | Petr Luxa David Škoch                | 6-1 6-1                |
| 3.  | 28 de julio de 1997      | Montreal             | Dura          | Mahesh Bhupathi  | Sébastien Lareau Alex O'Brien        | 7-6 6-3                |
| 4.  | 11 de agosto de 1997     | New Haven            | Dura          | Mahesh Bhupathi  | Sébastien Lareau Alex O'Brien        | 6-4 6-7 6-2            |
| 5.  | 29 de septiembre de 1997 | Pekín                | Dura          | Mahesh Bhupathi  | Jim Courier Alex O'Brien             | 7-5 7-6                |
| 6.  | 6 de octubre de 1997     | Singapur             | Moqueta       | Mahesh Bhupathi  | Rick Leach Jonathan Stark            | 6-4 6-4                |
| 7.  | 5 de enero de 1998       | Doha                 | Dura          | Mahesh Bhupathi  | Olivier Delaitre Fabrice Santoro     | 6-4 3-6 6-4            |
| 8.  | 9 de febrero de 1998     | Dubái                | Dura          | Mahesh Bhupathi  | Donald Johnson Francisco Montana     | 6-2 7-5                |
| 9.  | 6 de abril de 1998       | Chennai              | Dura          | Mahesh Bhupathi  | Olivier Delaitre Max Mirnyi          | 6-7 6-3 6-2            |
| 10. | 11 de mayo de 1998       | Roma                 | Tierra batida | Mahesh Bhupathi  | Ellis Ferreira Rick Leach            | 6-4 4-6 7-6            |
| 11. | 5 de octubre de 1998     | Shanghái             | Moqueta       | Mahesh Bhupathi  | Todd Woodbridge Mark Woodforde       | 6-4 6-7 7-6            |
| 12. | 2 de noviembre de 1998   | París                | Moqueta       | Mahesh Bhupathi  | Paul Haarhuis Jacco Eltingh          | 6-4 6-2                |
| 13. | 5 de abril de 1999       | Chennai              | Dura          | Mahesh Bhupathi  | Wayne Black Neville Godwin           | 4-6 7-5 6-4            |
| 14. | 24 de mayo de 1999       | Roland Garros        | Tierra batida | Mahesh Bhupathi  | Goran Ivanišević Jeff Tarango        | 6-2 7-5                |
| 15. | 14 de junio de 1999      | 's-Hertogenbosch     | Césped        | Jan Siemerink    | Ellis Ferreira David Rikl            | w/o                    |
| 16. | 21 de junio de 1999      | Wimbledon            | Césped        | Mahesh Bhupathi  | Paul Haarhuis Jared Palmer           | 6-7(10) 6-3 6-4 7-6(4) |
| 17. | 5 de julio de 1999       | Newport              | Césped        | Wayne Arthurs    | Sargis Sargsian Chris Woodruff       | 6-7 7-6 6-3            |
| 18. | 1 de mayo de 2000        | Orlando              | Tierra batida | Jan Siemerink    | Justin Gimelstob Sébastien Lareau    | 6-3 6-4                |
| 19. | 9 de octubre de 2000     | Tokio                | Dura          | Mahesh Bhupathi  | Michael Hill Jeff Tarango            | 6-4 6-7(1) 6-3         |
| 20. | 23 de abril de 2001      | Atlanta              | Tierra batida | Rick Leach       | Michael Hill David Macpherson        | 6-3 7-6(7)             |
| 21. | 30 de abril de 2001      | Houston              | Tierra batida | Rick Leach       | Kevin Kim Jim Thomas                 | 7-6(4) 6-2             |
| 22. | 28 de mayo de 2001       | Roland Garros        | Tierra batida | Mahesh Bhupathi  | Petr Pála Pavel Vízner               | 7-6(5) 6-3             |
| 23. | 6 de agosto de 2001      | Cincinnati TMS       | Dura          | Mahesh Bhupathi  | Martin Damm David Prinosil           | 7-6(3) 6-3             |
| 24. | 31 de diciembre de 2001  | Madrás               | Dura          | Mahesh Bhupathi  | Tomáš Cibulec Ota Fukarek            | 5-7 6-2 7-5            |
| 25. | 29 de abril de 2002      | Mallorca             | Tierra batida | Mahesh Bhupathi  | Julian Knowle Michael Kohlmann       | 6-2 6-4                |
| 26. | 24 de febrero de 2003    | Dubái                | Dura          | David Rikl       | Wayne Black Kevin Ullyett            | 6-3 6-0                |
| 27. | 3 de marzo de 2003       | Delray Beach         | Dura          | Nenad Zimonjić   | Raemon Sluiter Martin Verkerk        | 7-5 3-6 7-5            |
| 28. | 7 de julio de 2003       | Gstaad               | Tierra batida | David Rikl       | František Čermák Leoš Friedl         | 6-3 6-3                |
| 29. | 7 de junio de 2004       | Halle                | Césped        | David Rikl       | Tomáš Cibulec Petr Pála              | 6-2 7-5                |
| 30. | 5 de julio de 2004       | Gstaad               | Tierra batida | David Rikl       | Marc Rosset Stanislas Wawrinka       | 6-4 6-2                |
| 31. | 26 de julio de 2004      | Montreal TMS         | Dura          | Mahesh Bhupathi  | Jonas Björkman Max Mirnyi            | 6-4 6-2                |
| 32. | 13 de septiembre de 2004 | Delray Beach         | Dura          | Radek Štěpánek   | Gastón Etlis Martín Rodríguez        | 6-0 6-3                |
| 33. | 11 de abril de 2005      | Montecarlo TMS       | Tierra batida | Nenad Zimonjić   | Bob Bryan Mike Bryan                 | w/o                    |
| 34. | 18 de abril de 2005      | Barcelona            | Dura          | Nenad Zimonjić   | Feliciano López Rafael Nadal         | 6-3 6-3                |
| 35. | 26 de septiembre de 2005 | Bangkok              | Dura          | Paul Hanley      | Jonathan Erlich Andy Ram             | 5-6(5) 6-1 6-2         |
| 36. | 24 de junio de 2006      | 's-Hertogenbosch     | Césped        | Martin Damm      | Arnaud Clément Chris Haggard         | 6-1 7-6                |
| 37. | 28 de agosto de 2006     | US Open              | Dura          | Martin Damm      | Jonas Björkman Max Mirnyi            | 6-7(5) 6-4 6-3         |
| 38. | 18 de febrero de 2007    | Róterdam             | Dura          | Martin Damm      | Andrei Pavel Alexander Waske         | 6-3 6-7(5) 10-7        |
| 39. | 18 de marzo de 2007      | Indian Wells TMS     | Dura          | Martin Damm      | Jonathan Erlich Andy Ram             | 6-4 6-4                |
| 40. | 28 de septiembre de 2008 | Bangkok              | Dura          | Lukas Dlouhy     | Scott Lipsky David Martin            | 6-4 7-6(4)             |
| 41. | 25 de mayo de 2009       | Roland Garros        | Tierra batida | Lukas Dlouhy     | Wesley Moodie Dick Norman            | 3-6 6-3 6-2            |
| 42. | 14 de septiembre de 2009 | US Open              | Dura          | Lukas Dlouhy     | Mahesh Bhupathi Mark Knowles         | 3-6 6-3 6-2            |
| 43. | 4 de abril de 2010       | Miami                | Dura          | Lukas Dlouhy     | Mahesh Bhupathi Max Mirnyi           | 6-2 7-5                |
| 44. | 17 de octubre de 2010    | Shanghái             | Dura          | Jürgen Melzer    | Mariusz Fyrstenberg Marcin Matkowski | 7–5 4–6 10–5           |
| 45. | 9 de enero de 2011       | Chennai              | Dura          | Mahesh Bhupathi  | Robin Haase David Martin             | 6-2 6-7(3) 10-7        |
| 46. | 2 de abril de 2011       | Miami                | Dura          | Mahesh Bhupathi  | Max Mirnyi Daniel Nestor             | 6–7(5) 6–2 10-5        |
| 47. | 20 de agosto de 2011     | Cincinnati           | Dura          | Mahesh Bhupathi  | Michael Llodra Nenad Zimonjic        | 7–6(4) 7–6(2)          |
| 48. | 8 de enero de 2012       | Chennai              | Dura          | Janko Tipsarević | Jonathan Erlich Andy Ram             | 6-4 6-4                |
| 49. | 29 de enero de 2012      | Abierto de Australia | Dura          | Radek Štěpánek   | Bob Bryan Mike Bryan                 | 7-6(1) 6-2             |
| 50. | 31 de marzo de 2012      | Miami                | Dura          | Radek Štěpánek   | Max Mirnyi Daniel Nestor             | 3–6 6–1 10-8           |
| 51. | 14 de octubre de 2012    | Shanghái             | Dura          | Radek Štěpánek   | Mahesh Bhupathi Rohan Bopanna        | 6-7(7), 6-3, [10-5]    |
| 52. | 24 de agosto de 2013     | Winston-Salem        | Dura          | Daniel Nestor    | Treat Conrad Huey Dominic Inglot     | 7–6(10), 7–5           |
| 53. | 8 de septiembre de 2013  | US Open              | Dura          | Radek Štěpánek   | Alexander Peya Bruno Soares          | 6–1, 6–3               |
| 54. | 28 de septiembre de 2014 | Kuala Lumpur         | Dura (i)      | Marcin Matkowski | Jamie Murray John Peers              | 3–6, 7–6(5), [10–5]    |
| 55. | 17 de enero de 2015      | Auckland             | Dura          | Raven Klaasen    | Dominic Inglot Florin Mergea         | 7-6(1), 6-4            |

### Finalista en dobles (torneos destacados)
- 1997: Doubles Championship (con Mahesh Bhupathi)
- 1998: Stuttgart Indoor (con Mahesh Bhupathi)
- 1999: Abierto de Australia (con Mahesh Bhupathi)
- 1999: US Open (con Mahesh Bhupathi)
- 1999: Doubles Championship (con Mahesh Bhupathi)
- 2000: Doubles Championship Bangalore (con Mahesh Bhupathi)
- 2001: Masters de París (con Mahesh Bhupathi)
- 2003: Masters de Miami (con David Rikl)
- 2004: US Open (con David Rikl)
- 2005: Masters de Madrid (con Nenad Zimonjić)
- 2005: Tennis Masters Cup Doubles Shanghai (con Nenad Zimonjić)
- 2006: Abierto de Australia (con Martin Damm)
- 2007: Masters de Miami (con Martin Damm)
- 2008: US Open (con Lukáš Dlouhý)
- 2010: Roland Garros (con Lukáš Dlouhý)
- 2012: US Open (con Radek Štěpánek)

### Clasificación en torneos del Grand Slam
| Torneo               | 2012 | 2011 | 2010 | 2009 | 2008 | 2007 | 2006 | 2005 | 2004 | 2003 | 2002 | 2001 | 2000 | 1999 | 1998 | 1997 | 1996 | 1995 | 1994 | 1993 | Títulos |
| -------------------- | ---- | ---- | ---- | ---- | ---- | ---- | ---- | ---- | ---- | ---- | ---- | ---- | ---- | ---- | ---- | ---- | ---- | ---- | ---- | ---- | ------- |
| Abierto de Australia | G    | F    | CF   | SF   | 2r   | 3r   | F    | -    | 1r   | CF   | 2r   | 1r   | 1r   | F    | SF   | 1r   | -    | CF   | 2r   | -    | 1       |
| Roland Garros        |      | 2r   | F    | G    | 3r   | 2r   | 1r   | CF   | 2r   | SF   | SF   | G    | 1r   | G    | SF   | 2r   | -    | -    | -    | -    | 3       |
| Wimbledon            |      | 2r   | 2r   | 1r   | SF   | CF   | SF   | CF   | 2r   | SF   | 1r   | 1r   | -    | G    | 2r   | 1r   | 2r   | -    | 3r   | 1r   | 1       |
| US Open              |      | CF   | 1r   | G    | F    | 1r   | G    | 1r   | F    | -    | 2r   | 1r   | 1r   | F    | SF   | SF   | -    | 1r   | 2r   | SF   | 2       |
| Tennis Masters Cup   |      | SF   | RR   | RR   | RR   | SF   | SF   | F    | -    | -    | F    |      | F    | F    | RR   | F    | -    | -    | -    | -    | 0       |

## Títulos en Challengers

### Individuales (11)
| N.º | Fecha                   | Torneo      | Superficie | Oponente en la final   | Resultado     |
| --- | ----------------------- | ----------- | ---------- | ---------------------- | ------------- |
| 1.  | 7 de diciembre de 1992  | Cantón      | Dura       | Richard Matuszewski    | 6-3 6-3       |
| 2.  | 23 de mayo de 1994      | Bombay      | Dura       | Joost Winnink          | 6-7 6-3 6-1   |
| 3.  | 8 de agosto de 1994     | Binghamton  | Dura       | Davis Witt             | 6-4 6-2       |
| 4.  | 31 de julio de 1995     | Brasilia    | Dura       | Roberto Jabali         | 6-1 5-7 6-4   |
| 5.  | 18 de noviembre de 1996 | Mauricio    | Césped     | Fabrice Santoro        | 7-5 6-4       |
| 6.  | 2 de marzo de 1998      | Bangkok     | Dura       | Gouichi Motomura       | 6-4 7-5       |
| 7.  | 1 de febrero de 1999    | Calcuta     | Césped     | Mahesh Bhupathi        | 4-6 6-4 6-3   |
| 8.  | 12 de abril de 1999     | Nueva Delhi | Dura       | Mahesh Bhupathi        | 7-5 6-4       |
| 9.  | 29 de noviembre de 1999 | Lucknow     | Césped     | Jamie Delgado          | 7-6(5) 7-6(5) |
| 10. | 6 de diciembre de 1999  | Jaipur      | Césped     | Barry Cowan            | 7-6(10) 6-4   |
| 11. | 6 de diciembre de 1999  | Bombay      | Dura       | Dennis van Scheppingen | 7-6 3-2 ret.  |

### Finalista en individuales (3)
- 1994: Nagoya (pierde ante Christophe Van Garsse)
- 1995: Bombay (pierde ante Byron Black)
- 1996: Madrás (pierde ante Oleg Ogorodov)